# Panewniki
Panewniki (d. Panewnik) – część Katowic, położona w zachodnim rejonie miasta, w dzielnicy Ligota-Panewniki, nad Kłodnicą.
Powstały one w XVI wieku w sąsiedztwie Kuźnicy Pszczyńskiej prawdopodobnie jako osada służebna, dla której wytwarzała panwie. W XVII wieku w jednym z przysiółków wsi – Kokocińcu, została wybudowana kuźnica, która działała do XVIII wieku. W 1902 roku do Panewnik przybyli franciszkanie, którzy postawili klasztor oraz neoromańską bazylikę św. Ludwika Króla i Wniebowzięcia NMP konsekrowaną w 1908 roku. Wokół niej wytworzyła się nowa część gminy – Nowe Panewniki. Gminę Panewniki włączono 1 kwietnia 1951 roku do Katowic, a w 1992 roku Panewniki stały się częścią dzielnicy Ligota-Panewniki.
Panewniki są głównie miejscowością z dominacją funkcji mieszkaniowej i z udziałem funkcji usługowej (głównie o zasięgu lokalnym), a pozostała działalność gospodarcza koncentruje się w rejonie ulicy Owsianej. Główną trasą przebiegającą przez całe Panewniki jest ulicy Panewnicka. Panewniki otaczają dwa kompleksy leśne: Lasy Panewnickie i Lasy Załęskie, a dolina Kłodnicy również jest ostoją dla chronionych gatunków roślin i zwierząt.

## Geografia

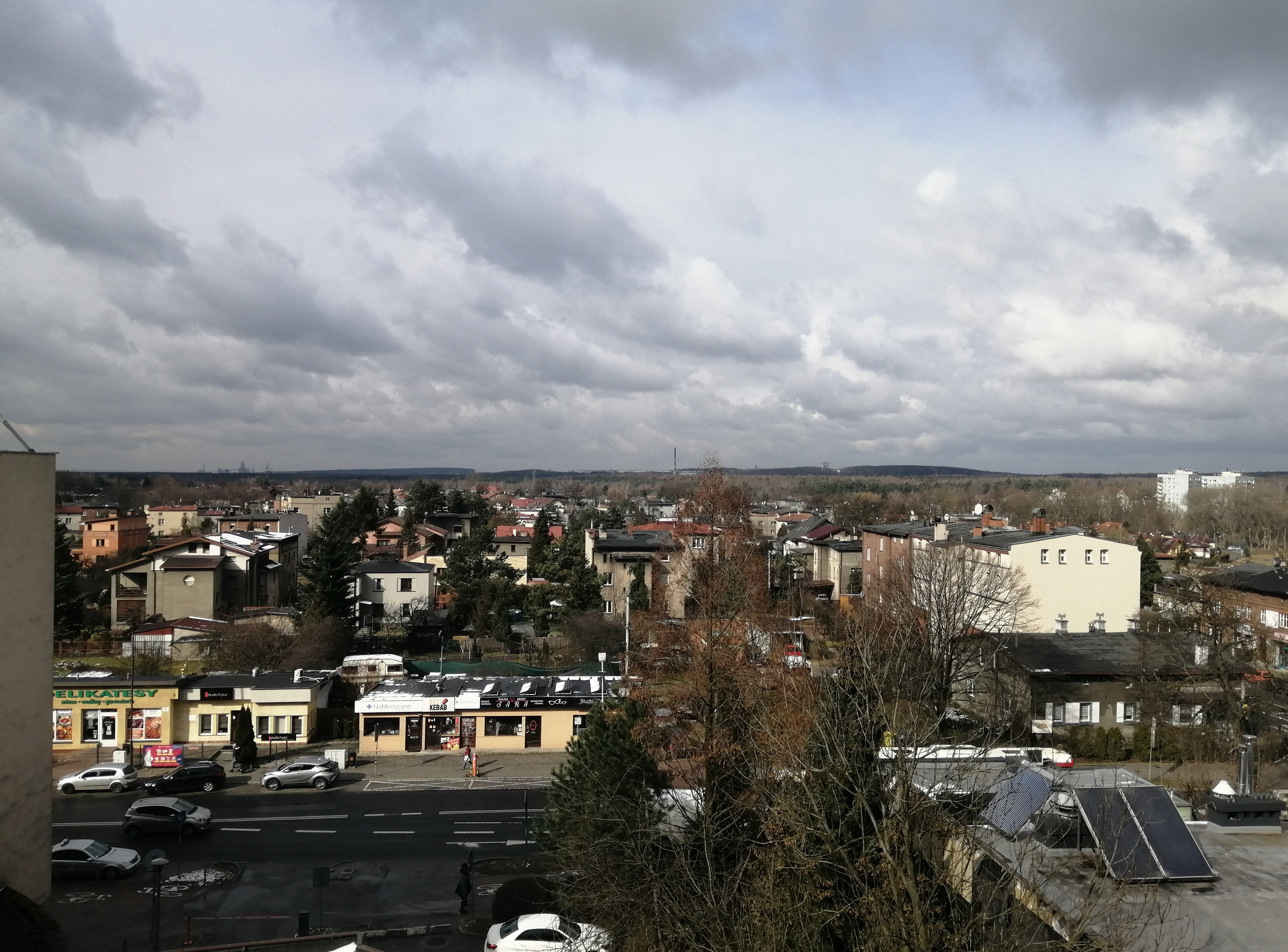
Fragment Panewnik (Nowe Panewniki) w kierunku zachodnim widziany z Okręgowego Szpitala Kolejowego w Katowicach

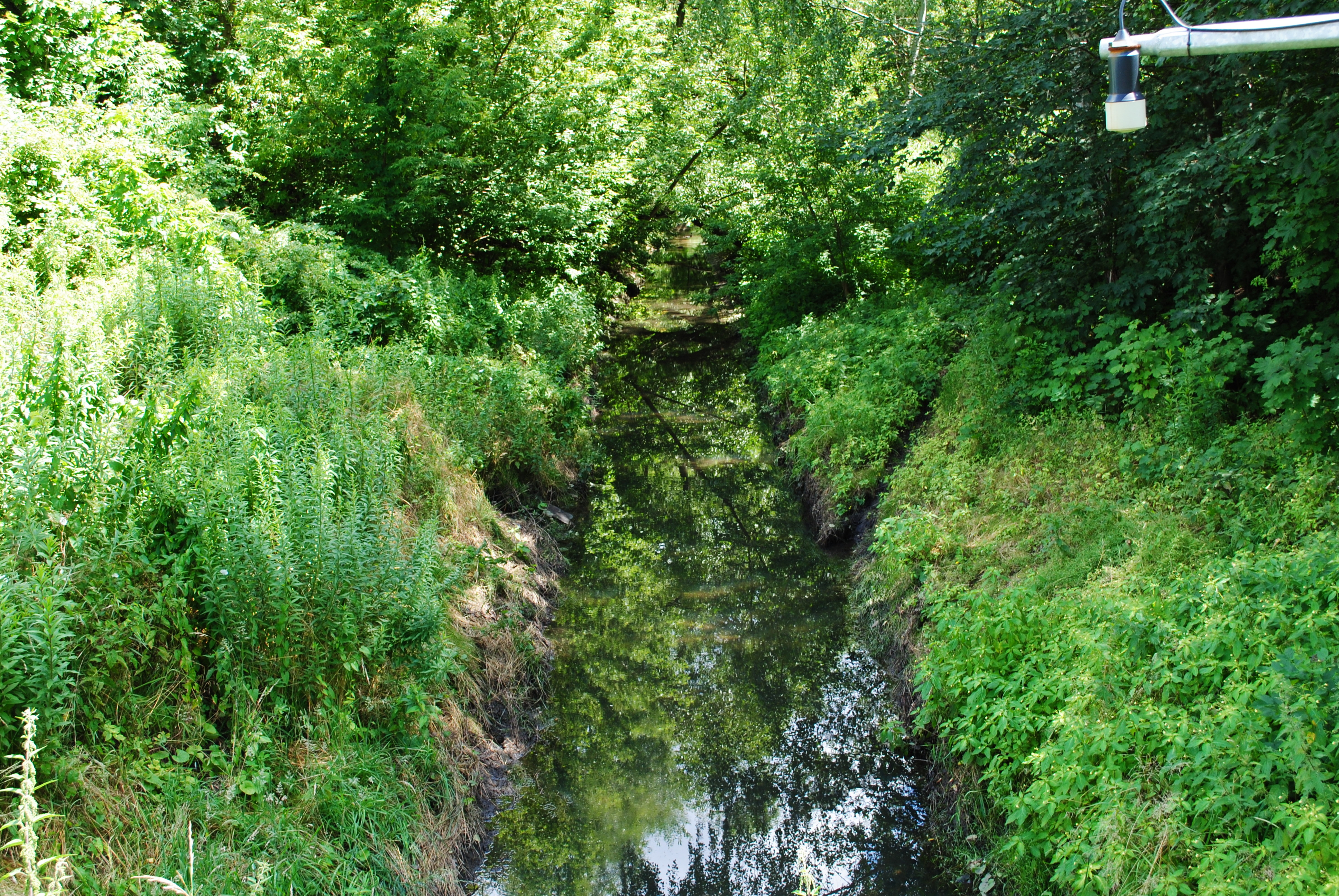
Kłodnica w Panewnikach na wysokości ulicy Kruczej

Panewniki położone są w zachodniej części Katowic, w granicach dzielnicy Ligota-Panewniki, a fragmentarycznie miejscowość sięga także terenów dzielnicy Piotrowice-Ochojec (część Lasów Panewnickich).
Tereny tej części Katowic geologicznie położone są w niecce górnośląskiej, a obszar ten ma budowę zrębową. Zapadlisko to w okresie karbonu zostało wypełnione przez zlepieńce, piaskowce i łupki ilaste zawierające pokłady węgla kamiennego. W okresie trzeciorzędu utworzyły się główne rysy rzeźby terenów Panewnik. W tym czasie spękaniu uległa wtedy płyta antyklinorium śląsko-krakowskiego, tworząc m.in. rów Kłodnicy zaczynający się na zachód od Ochojca i ciągnący się w kierunku zachodnim przez tereny Ligoty i dalej Panewnik. W czwartorzędzie obszar osady został prawdopodobnie pokryty przez lądolód skandynawski dwukrotnie. Większą część terenu Panewnik budują plejstoceńskie piaski i żwiry fluwioglacjalne, a w mniejszym udziale piaski i żwiry glacjalne z głazami na glinie zwałowej. W trwającym współcześnie holocenie następują zjawiska niszczenia i wyprzątania pokryw osadów plejstoceńskich. Osady rzeczne występują w dolinach rzek, m.in. w dolinach Kłodnicy i Ślepiotki.
Panewniki położone są na Wyżynie Śląskiej, na Płaskowyżu Bytomsko-Katowickim, będącym częścią mezoregionu Wyżyna Katowicka (341.13). Pod względem jednostek morfologicznych miejscowość ta znajduje się w Rowie Kłodnicy. Środek ulicy Łąkowej w Starych Panewnikach położony jest na wysokości 258,8 m n.p.m., natomiast skrzyżowanie ulic Twardej i Panewnickiej w Nowych Panewnikach na wysokości 270,0 m n.p.m.
Obszar Panewnik znajduje się w dorzeczu Odry, w zlewni Kłodnicy i jej dopływów. Kłodnica ma charakter rzeki podgórskiej o dużej różnicy wysokości i znacznej zmienności przepływu. Rzeka ta przepływa przez tę część Katowic w przebiegu zbliżonym do równoleżnikowego. W rejonie Starych Panewnik zachował się fragment odcinka Kłodnicy w jej naturalnym przebiegu – jedyny zachowany na terenie Katowic. Odcinek rzeki w tym odcinku posiada charakterystyczne meandry i starorzecza. Występują tu zbiorowiska roślinności szuwarowej, łąkowej i torfowiskowej, a towarzyszą nimi kępy zarośli wierzbowych, a na wyższej terasie młode, mieszane drzewostany z dominacją brzozy, osiki i dębu.
Klimat Panewnik nie wyróżnia się zbytnio od klimatu dla całych Katowic. Występuje tu klimat umiarkowany przejściowy. Średnia roczna temperatura w wieloleciu 1961–2005 dla stacji w pobliskim Muchowcu wynosi 8,1 °C, a średnia roczna suma opadów dla wielolecia 1951–2005 wynosiła 713,8 mm.

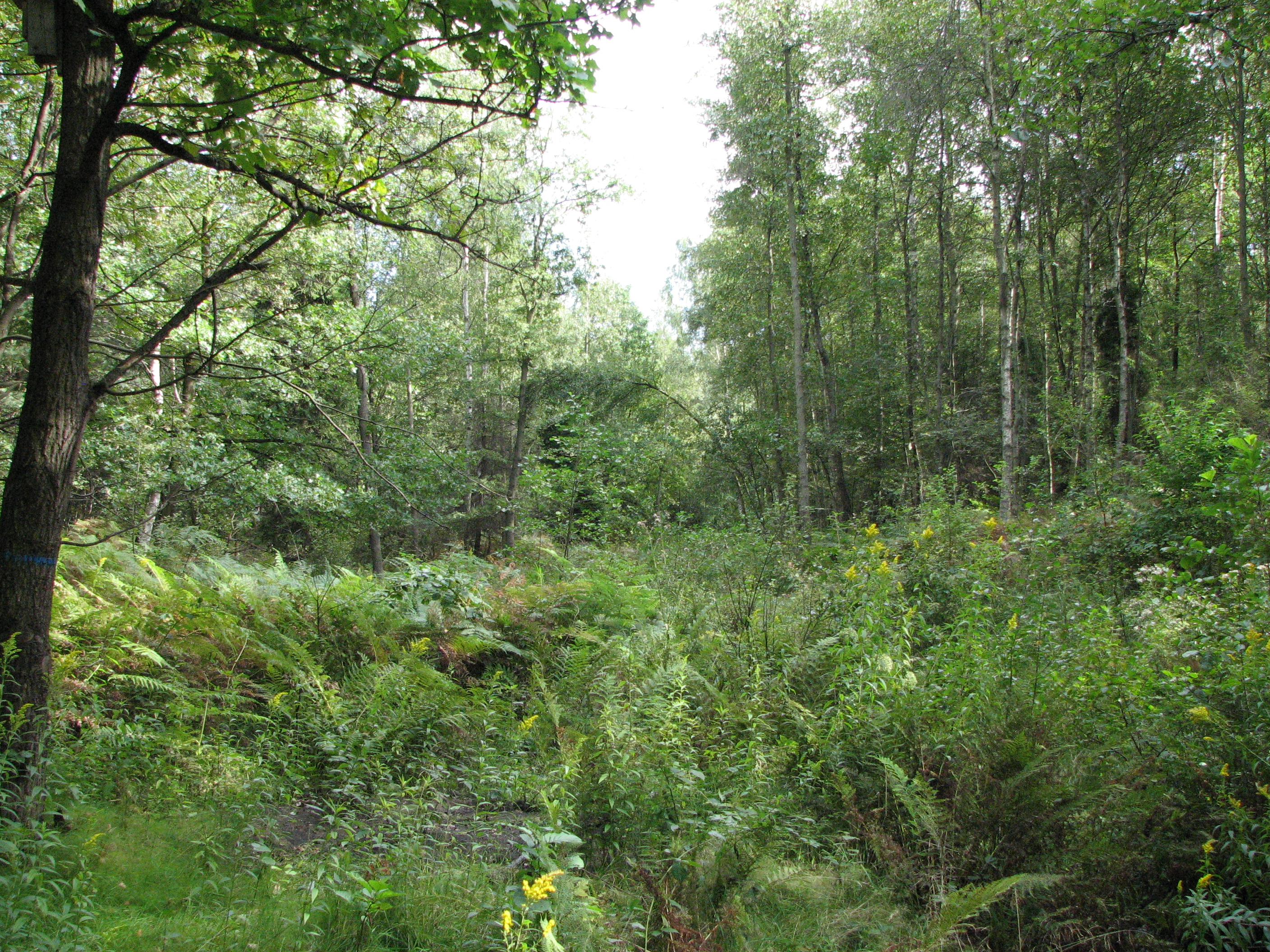
Fragment Lasów Panewnickich na wysokości Wymysłowa

Pierwotnie tereny Panewnik porastały lasy będące częścią historycznej Puszczy Śląskiej. Szata roślinna, podobnie jak i inne elementy środowiska przyrodniczego, zostały silnie przekształcone w wyniku procesów urbanizacyjnych i działalności przemysłowej. Wysokimi walorami przyrodniczo-krajobrazowymi charakteryzuje się zwłaszcza kompleks Lasów Panewnickich. Lasy te stanowią jedne z ważniejszych elementów struktury ekologicznej regionu, a w części z nich zachowały się fragmenty zbiorowisk leśnych o charakterze naturalnym. Pod względem siedlisk przeważają tutaj bory sosnowe i mieszane, zaś lasy położone w na północ od Panewnik, przy granicy z Ligotą i Załęską Hałdą – Las Załęski, to lasy liściaste.
Do obszarów o ponadprzeciętnych walorach przyrodniczych i krajobrazowych, znaczących dla ochrony cennych gatunków roślin i zwierząt, bioróżnorodności, zapewnienia ciągłości ekologicznej i ochrony krajobrazu, położnych na terenie Panewnik należą m.in. Stare Panewniki – obszar leśno-łąkowy o powierzchni 12,6 ha, miejscami podmokły, w dolinie Rowu Panewnickiego i częściowo Kłodnicy; zachowały się tutaj fragmenty zbiorowisk torfowiskowych i leśnych (bór bagienny), a także stwierdzono tutaj występowanie czterech gatunków roślin chronionych i kilka gatunków chronionych płazów i ptaków.

## Historia

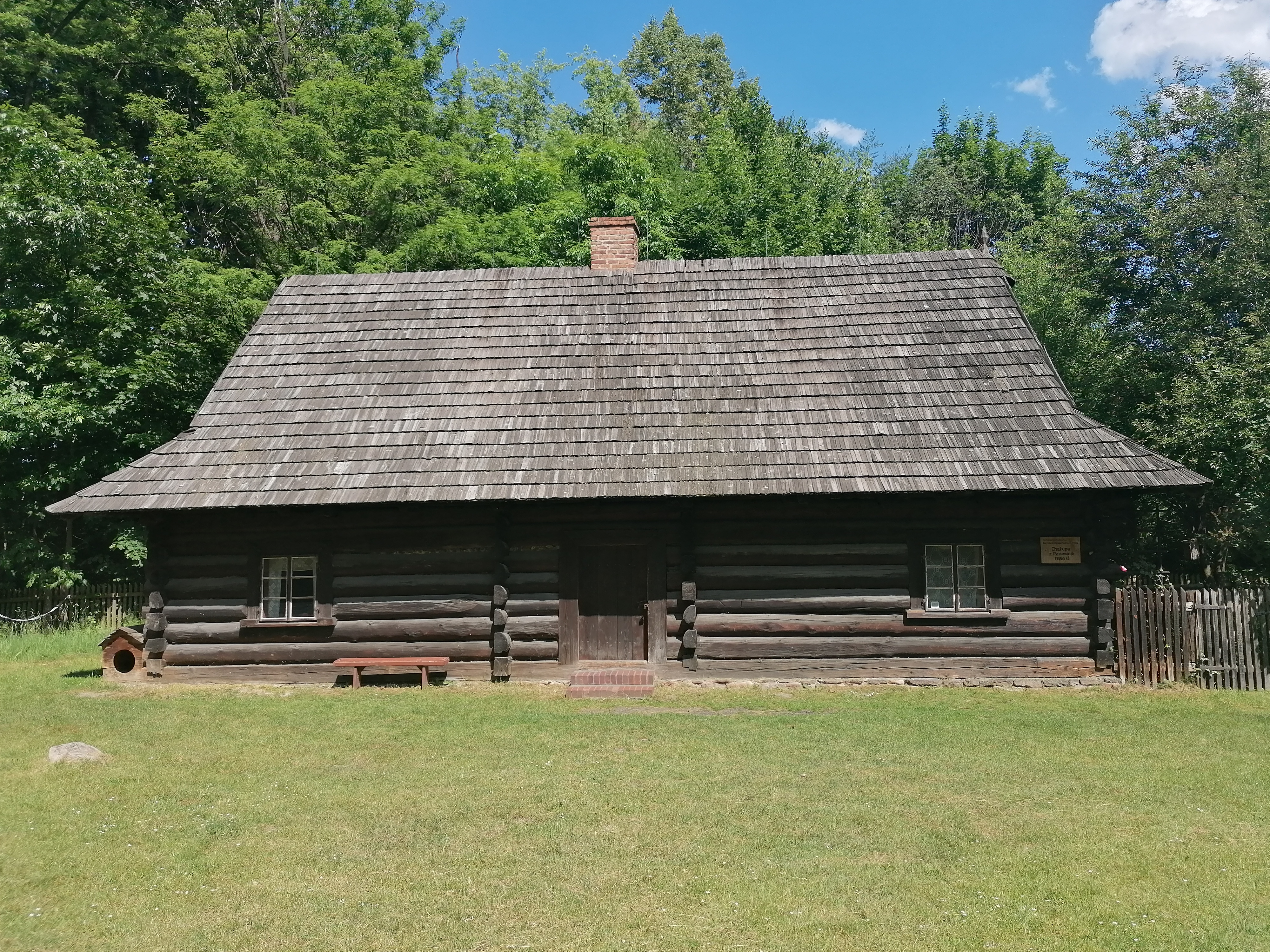
Chata z Panewnik z 1864 roku (Górnośląski Park Etnograficzny)

Panewniki, pierwotnie pod nazwą Panewnik, powstały w XVI wieku (według Marty Chmielewskiej osada ta istniała już prawdopodobnie w XIV wieku), około 1580 roku, nad Kłodnicą u ujścia Ślepiotki, na obszarze księstwa pszczyńskiego. Znajdowała się w sąsiedztwie Kuźnicy Pszczyńskiej (późniejsza Stara Kuźnica), dla której wytwarzała panwie, będąc dla niej wówczas prawdopodobnie osadą służebną. Panewniki po raz pierwszy w źródłach pisanych pojawiły się w 1586 roku w urbarzu dóbr kameralnych pszczyńskich.
Już w XVII wieku istniał we wsi zarząd gminny z wójtem na czele, a jeszcze w tym samym stuleciu w przysiółku Panewnik – Kokocińcu, została wybudowana kuźnia, która działała do początku XVIII wieku, a w 1837 roku stanęły w jej miejscu dwa piece fryszerskie. W 1620 roku wzmiankowano o młynie w Panewnikach, znajdującym się wówczas u ujścia Ślepiotki. W 1742 roku tereny miejscowości po wojnach śląskich zostały włączone do Prus. Tereny te stały się częścią powiatu pszczyńskiego.
W II połowie XIX wieku Panewniki obok Ligoty stały się miejscem wypoczynkowo-rekreacyjnym, lecz na przełomie XIX i XX wieku dalej one miały charakter rolniczy. W 1848 roku na terenie gminy Panewniki, w Kokocińcu uruchomiono hutę żelaza „Ida”, a powstała w pobliżu kopalnia „Szadok” dostarczała do zakładu węgiel kamienny.
Pierwsza panewnicka szkoła została otwarta w 1828 (bądź 1825) roku w izbie jednego z zagrodników Wawrzyńca Matury. W 1840 roku powstał nowy, murowany budynek szkoły katolickiej. W 1855 roku w Panewnikach mieszkało 648 osób.

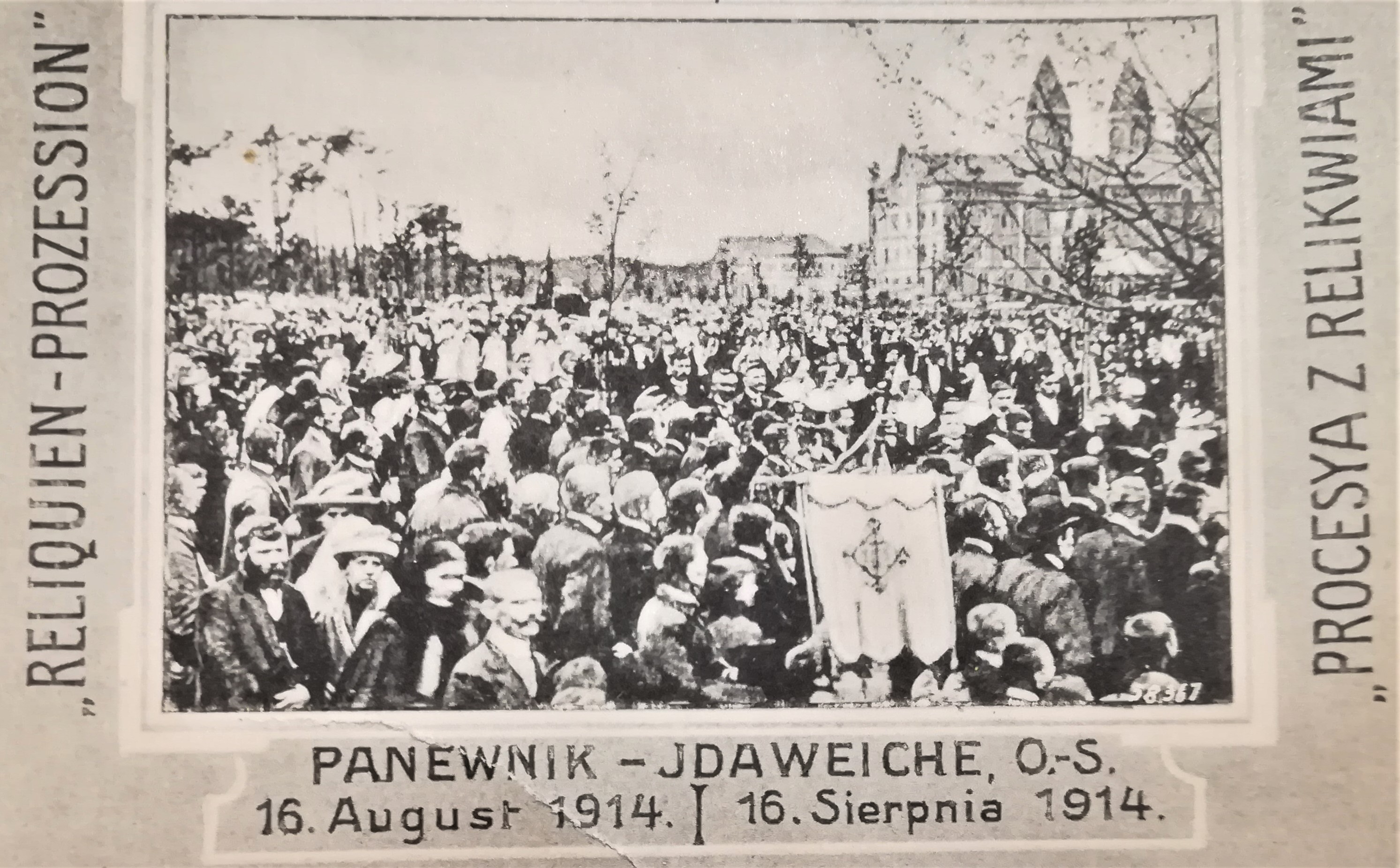
Procesja w Panewnikach, która odbyła się 16 sierpnia 1914 roku

Pierwsi ojcowie franciszkanie do Panewnik przybyli w 1902 roku. Stało się to z inicjatywy proboszcza bogucickiego ks. Ludwika Skowronka, który częściowo pokrył koszty zakupu gruntów pod kościół i klasztor. Pierwszymi zakonnikami byli ojcowie Kamil Bolczyk i Wilhelm Rogosz. Pierwszą siedzibą franciszkanów był budynek przy ulicy Panewnickiej 439 w Starych Panewnikach. Po wybudowaniu w latach 1905–1908 klasztoru i kościoła oo. franciszkanów Panewniki stały się ważnym ośrodkiem kultu religijnego dla okolicznych miejscowości. Wówczas też zaczął się kształtować podział Panewnik na Nowe i Stare. Zabudowa, która powstawała w pobliżu klasztoru od strony Kokocińca zaczęto nazywać Nowym Panewnikiem, zaś pierwotną część wsi Starym Panewnikiem.
Po I wojnie światowej w Panewnikach powstały liczne organizacje społeczno-kulturalne i polityczne, w tym gniazdo Towarzystwa Gimnastycznego „Sokół” czy Towarzystwo Polek. Podczas przeprowadzonego 20 marca 1921 roku na Górnym Śląsku plebiscytu, na 825 uprawnionych mieszkańców gminy Panewniki 667 z nich opowiedziało się za przyłączeniem do Polski, a 147 za przynależnością do Niemiec

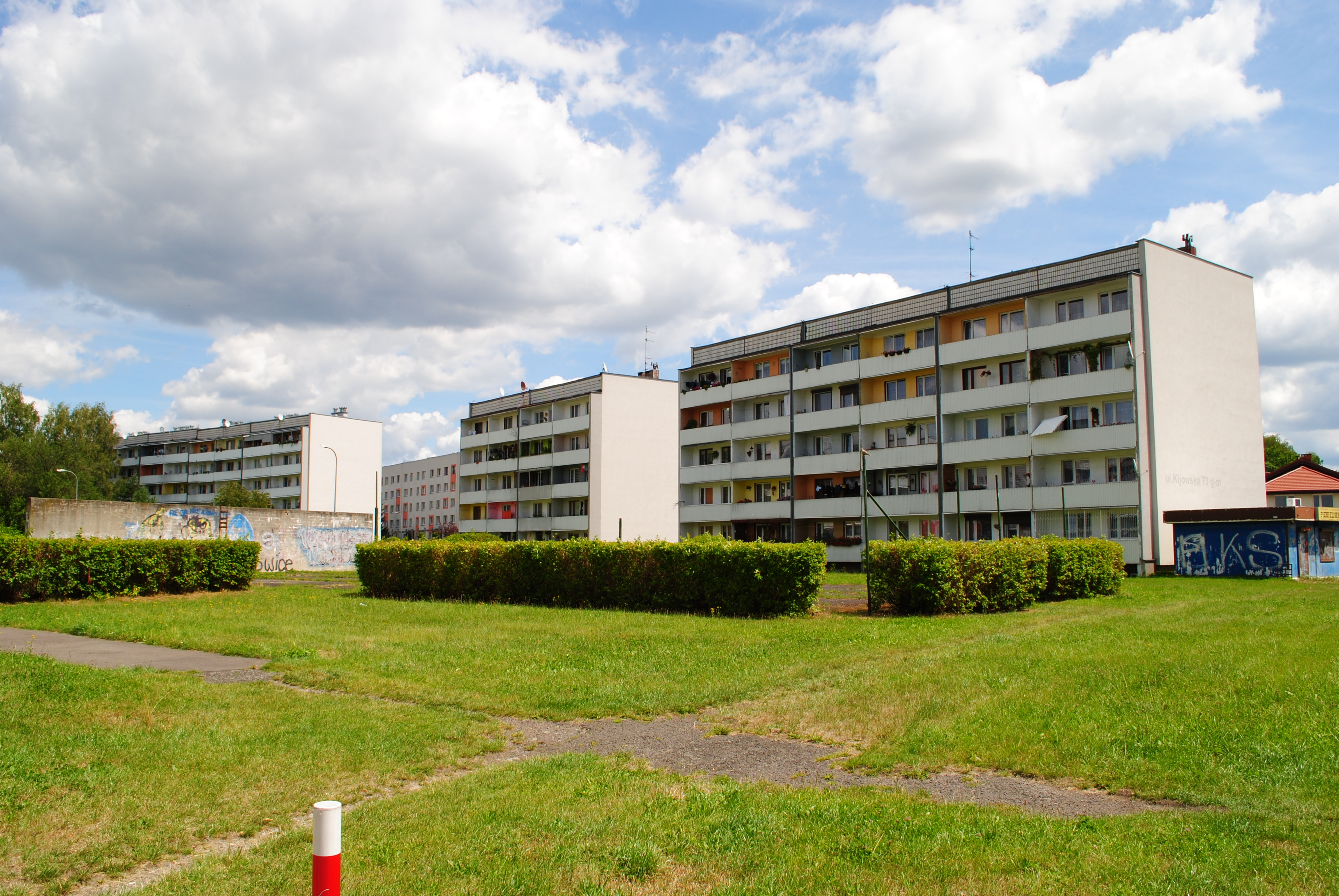
Fragment osiedla mieszkaniowego z lat 70. XX wieku w Kokocińcu

W latach 20. i 30. XX wieku wykształciło się nowe centrum Panewnik. Powstało tutaj: urząd gminy, poczta, restauracje i liczne zakłady rzemieślnicze. W latach 1936–1958 przy klasztorze franciszkanów wzniesiono Kalwarię Panewnicką.
Podczas II wojny światowej, w latach okupacji niemieckiej zginęło wielu mieszkańców gminy Panewniki. W Lasach Panewnickich okupanci dokonali morderstwa na harcerzach i powstańcach – obrońcach Katowic. Po wojnie ich ciała został ekshumowane i przewiezione na cmentarz przy ulicy Panewnickiej.
Po II wojnie światowej, z dniem 1 grudnia 1945 roku powołano gminę Panewnik. Została ona włączona do Katowic 1 kwietnia 1951 roku wraz ze zniesieniem powiatu katowickiego. Od momentu przyłączenia Panewnik do Katowic w 1951 roku zaprzestawano używania nazwy Stary Panewnik i Nowy Panewnik, używając wspólnej – Panewniki. W latach 70. XX wieku w Kokocińcu powstało osiedle mieszkaniowe dla pracowników kopalni „Śląsk”, a w latach 1980–1982 bloki mieszkalne wzdłuż Kłodnicy. Na granicy Ligoty i Panewnik w 1979 roku rozpoczęto budowę zespołu kliniczno-dydaktycznego Śląskiej Akademii Medycznej w Katowicach przy ulicy Medyków.
Dnia 16 września 1991 roku Rada Miejska w Katowicach przyjęła uchwałę, na mocy której 1 stycznia 1992 roku podzielono Katowice na 22 pomocnicze jednostki samorządowe określając obszary ich działania. Tym samym powołano jednostkę samorządową nr 6 „Ligota – Panewniki”, w obrębie której znalazły się Panewniki.

## Gospodarka
Do końca XVIII wieku na obszarze współczesnych Katowic, w tym Panewnik, głównym źródłem utrzymania była gospodarka rolna oraz leśna, a jednym z pierwszych zakładów rzemieślniczych na terenie Panewnik była kuźnica w Kokocińcu. Powstała ona na początku XVII wieku. Do 1670 roku była ona dzierżawiona przez nieznanego kuźnika, a następnie przejęta przez zarząd dominium pszczyńskiego. W XVIII przestała ona funkcjonować.
W XIX wieku wpływ industrializacji na rozwój Panewnik, a także innych południowych dzielnic Katowic był mniejszy aniżeli dla pozostałych rejonów miasta. Obszar ten rozwijał się zdecydowanie mniej intensywnie niż pozostałe. W tym czasie w gminie Panewniki funkcjonowała tylko jedna huta żelaza – „Ida”, dla której węgiel kamienny wydobywała nieodległa kopalnia „Szadok”. W połowie XIX wieku prócz huty i kopalni czynne były dwa warsztaty rzemieślnicze i dwa zajazdy.
W latach międzywojennych Panewniki miały charakter dzielnicy jeszcze częściowo rolniczej.
W latach 70. XX wieku w Starych Panewnikach w rejonie ulic Kuźniczej i Owsianej czynna była fabryka elementów domów z wielkiej płyty. W miejsce Fabryki Domów w Panewnikach powstały po 1989 roku nowe firmy, w tym w 1992 roku PBU „Panewnik”, które produkuje elementy prefabrykowane z betonu i żelbetu. Obszar ten pozostaje miejscem koncentracji działalności gospodarczej w Panewnikach. Siedzibę tam ma wg stanu z połowy 2023 roku m.in. dystrybutor elementów stalowych Stalprofil (ul. Owsiana 60a) i producent części samochodowych Autoneum Poland (ul. Owsiana 60a).

## Transport

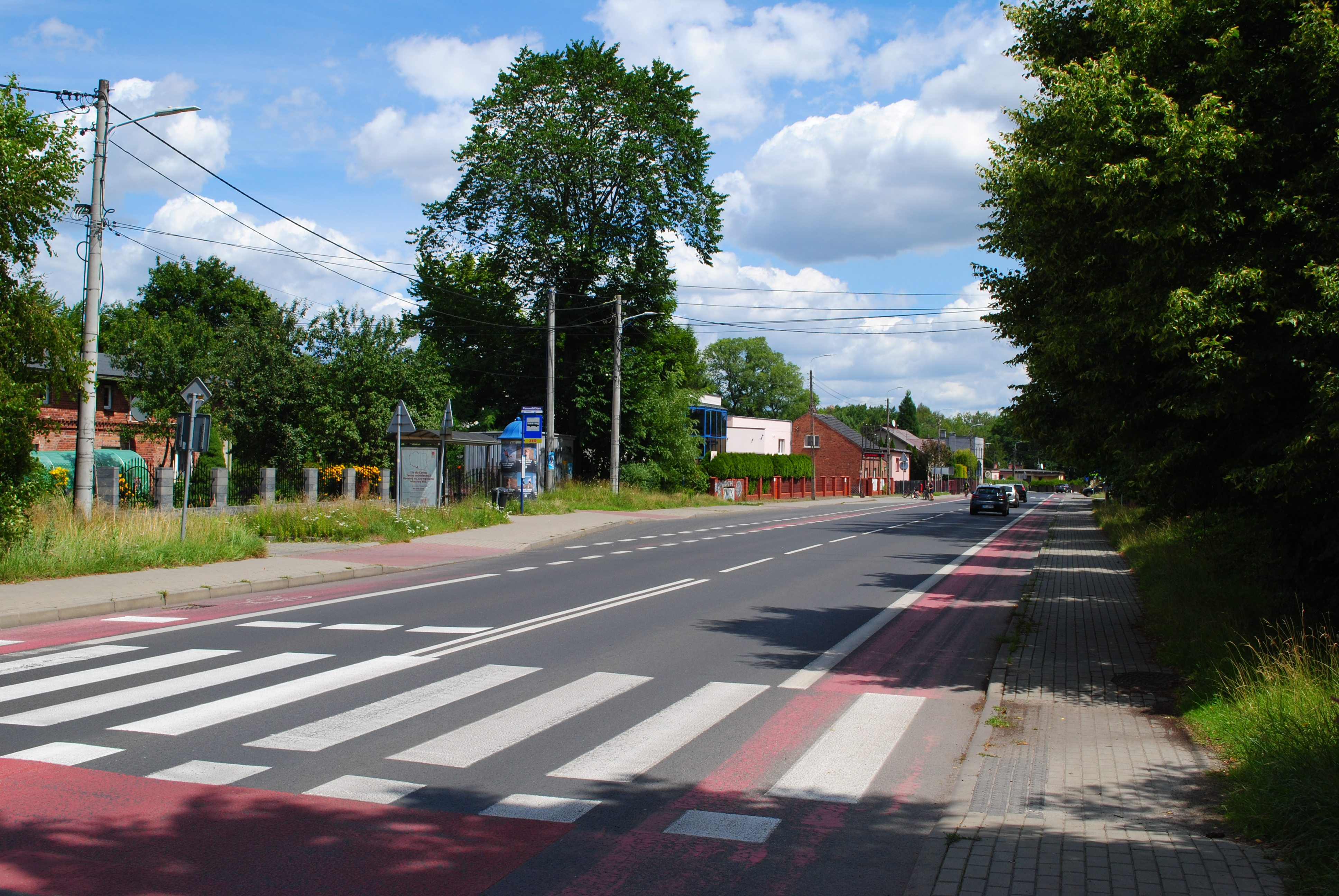
Fragment ulicy Panewnickiej w Starych Panewnikach

Przez Panewniki nie przebiega żadna droga kategorii krajowej ani wojewódzkiej, a do dróg głównych przechodzących przez miejscowość należą ulice Panewnicka i Owsiana. Drogi te ostatecznie zaklasyfikowano jako trasy zbiorcze z uwagi na ich parametry techniczne uniemożliwiające ich klasyfikację jako dróg klasy G. Drogi zbiorcze wiążą ze sobą poszczególne jednostki strukturalne. Sama zaś ulica Panewnicka jest jedną z najważniejszych dróg w tej części miasta i jest ona m.in. łącznikiem z Rudą Śląską. Jest to droga powiatowa. Do pozostałych ważniejszych dróg przebiegających przez Panewniki należą:
- Ulica Kijowska – droga biegnąca z Nowych Panewnik w kierunku północnym do Kokocińca przez osiedle Franciszkańskie[56]; jest to jest to droga powiatowa klasy drogi zbiorczej (Z)[55],
- Ulica Krucza – droga łącząca zachodnie rejony Nowych Panewnik z Kokocińcem[56]; jest to jest to droga powiatowa klasy drogi zbiorczej (Z)[55],
- Ulica Medyków – droga łącząca Nowe Panewniki z zachodnią częścią Nowej Ligoty i Zadolem przez tereny szpitali i kampusu Śląskiego Uniwersytetu Medycznego w Katowicach[56]; jest to jest to droga powiatowa klasy drogi zbiorczej (Z)[55].

Publiczny transport zbiorowy w granicach Panewnik realizowany jest wyłącznie w formie połączeń autobusowych organizowanych przez Zarząd Transportu Metropolitalnego (ZTM), zaś głównym operatorem linii przebiegających przez teren dzielnicy jest PKM Katowice. Według stanu z połowy 2023 roku z dwustanowiskowego przystanku Panewniki Skrzyżowanie odjeżdżały 4 linie autobusowe (w tym 1 nocna). Autobusy te zapewniają połączenia do innych części Katowic.

## Architektura i urbanistyka

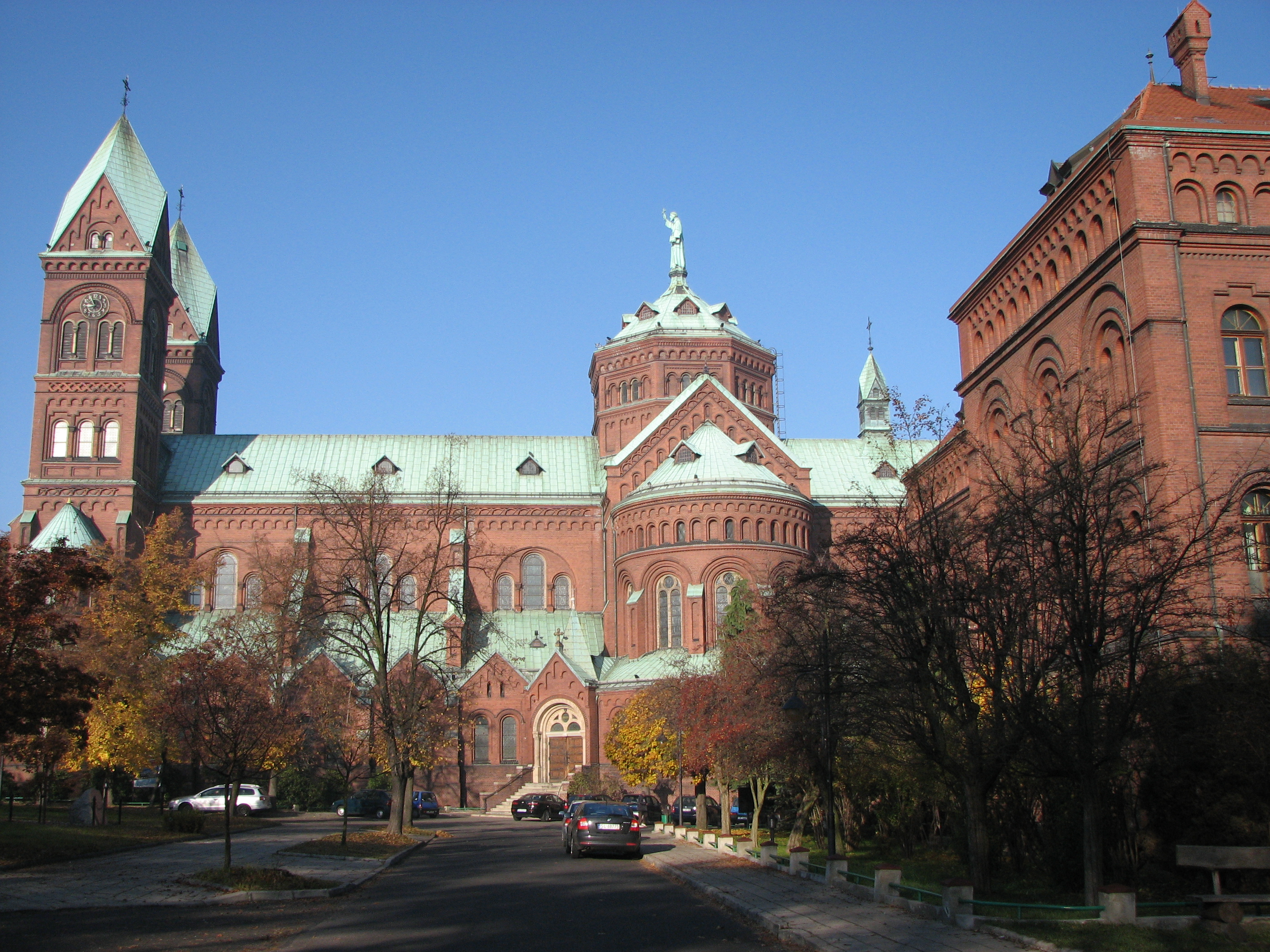
Zabytkowa bazylika św. Ludwika Króla i Wniebowzięcia NMP

Pierwotna zabudowa Panewnik zlokalizowana była przy ujściu Ślepiotki do Kłodnicy, a do połowy XVIII wieku zwarte osadnictwo wiejskie koncentrowało się wzdłuż ulic Panewnickiej i Owsianej w Starych Panewnikach, Wymysłowie i wzdłuż ulicy Kruczej w Kokocińcu. Kolejne mapy, wydane pod koniec XVIII i w I połowie XIX wieku wskazywały na stopniowy wzrost gęstości zabudowy Panewnik w tych samych rejonach. Przy ulicy Panewnickiej zachowały się chałupy wiejskie z XIX wieku, w tym chata Mrowców, położona przy ulicy Braci Wieczorków 17. Składa się na nią drewniana część mieszkalna i murowana obórka. W połowie XIX wieku wybudowano w Panewnikach zajazd – późniejszy dom „Maria” (ul. Panewnicka 374b) posiadający charakterystyczne drewniane arkady.

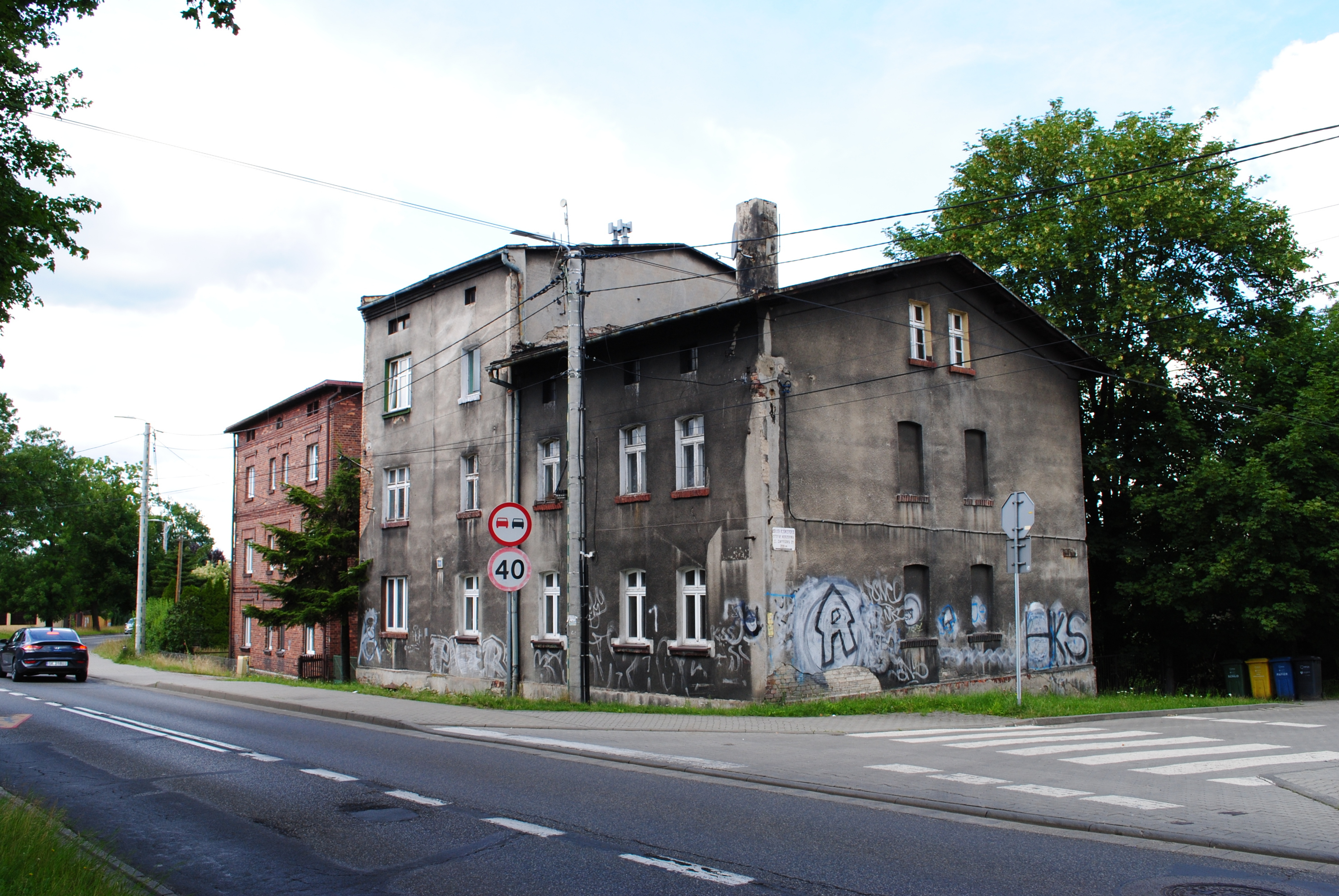
Fragmenty zabudowy przy ulicy Panewnickiej w Panewnikach

Na początku XX wieku we wschodniej części Panewnik powstał klasztor oo. Franciszkanów, a obszar wokół niego nazwano Nowym Panewnikiem, a pierwotną wieś Starym Panewnikiem. Samą zaś neoromańską bazylikę pw. św. Ludwika Króla i Wniebowzięcia NMP zaprojektował o. Mansuetus Fromm. Posiada on dwie wieże, rozetę nad wejściem, witraże oraz umieszczoną na kopule miedzianą figurę św. Franciszka. Od 1974 roku kościół nosi tytuł bazyliki mniejszej. Z tyłu kompleksu znajduje się Kalwaria Panewnicka o powierzchni 8 ha, posiadająca 14 stacji drogi krzyżowej i 15 kaplic różańcowych.
Lata 1945–1989 były czasem asymilacji urbanistycznej Zadola i Ligoty, Panewnik i Kokocińca. Trwała dalsza rozbudowa Starych Panewnik w kierunku wschodnim, a pomiędzy dawnymi gospodarstwami w Wymysłowie i Kokocińcu powstały nowe osiedla mieszkaniowe. W latach 70. XX wieku w Kokocińcu w rejonie ulic Kruczej, Zielonej, Kijowskiej i J. Wybickiego wybudowano osiedle mieszkaniowe dla pracowników kopalni „Śląsk”. Po 1989 roku na terenach Panewnik zaczęły powstawał nowe, liczne osiedla mieszkaniowe, w szczególności pomiędzy Starymi Panewnikami a Kokocińcem.

## Kultura

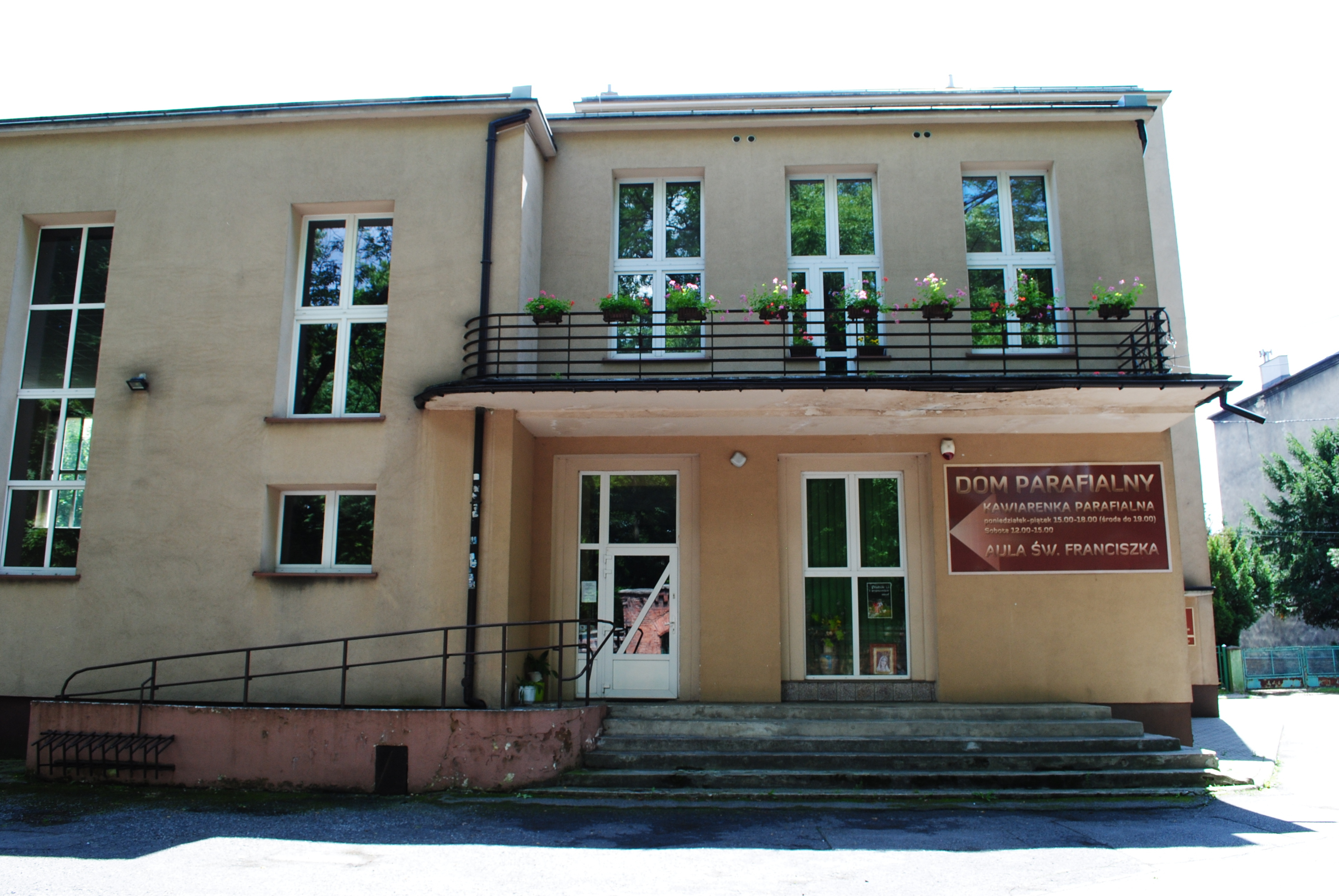
Dom Związkowy – siedziba m.in. Muzeum Misyjnego

Zorganizowana działalność kulturalna w Panewnikach rozwijała się od lat międzywojennych. W 1923 roku powstał w Panewnikach chór „Wanda” (jego kierownikiem był m.in. nauczyciel Franciszek Parcer), który oprócz występów śpiewaczy organizował często przedstawienia amatorskie. W 1935 roku ojcowie franciszkanie przy pomocy dyrekcji huty „Pokój”, spółki Hohenlohe oraz cementowni „Saturn” i „Grodziec” Dom Związkowy. W budynku tym odbywały się liczne wykłady, wieczornice i spotkania. W domu tym przy ulicy Związkowej 20 funkcjonuje Muzeum Misyjne, który prezentuje historię Zakonu Braci Mniejszych, a także związek współczesnych misji ojców franciszkanów z wyprawami św. Franciszka z Asyżu.
Od 1972 roku w budynku dawnego panewnickiego ratusza przy ulicy Panewnickiej 75 siedzibę miała Filia nr 7 Miejskiej Biblioteki Publicznej w Katowicach – później została ona przeniesiona na ulicę Franciszkańską 25.
W latach 1990–2003 i 2008–2019 organizowano w Panewnikach Festiwal Piosenki Ekologicznej – Ekosong. Odbywał się on rokrocznie na terenie Kalwarii Panewnickiej przed VII Stacją Drogi Krzyżowej przez franciszkanów z Prowincji Wniebowzięcia Najświętszej Maryi Panny Zakonu Braci Mniejszych w Katowicach.

## Oświata i instytucje

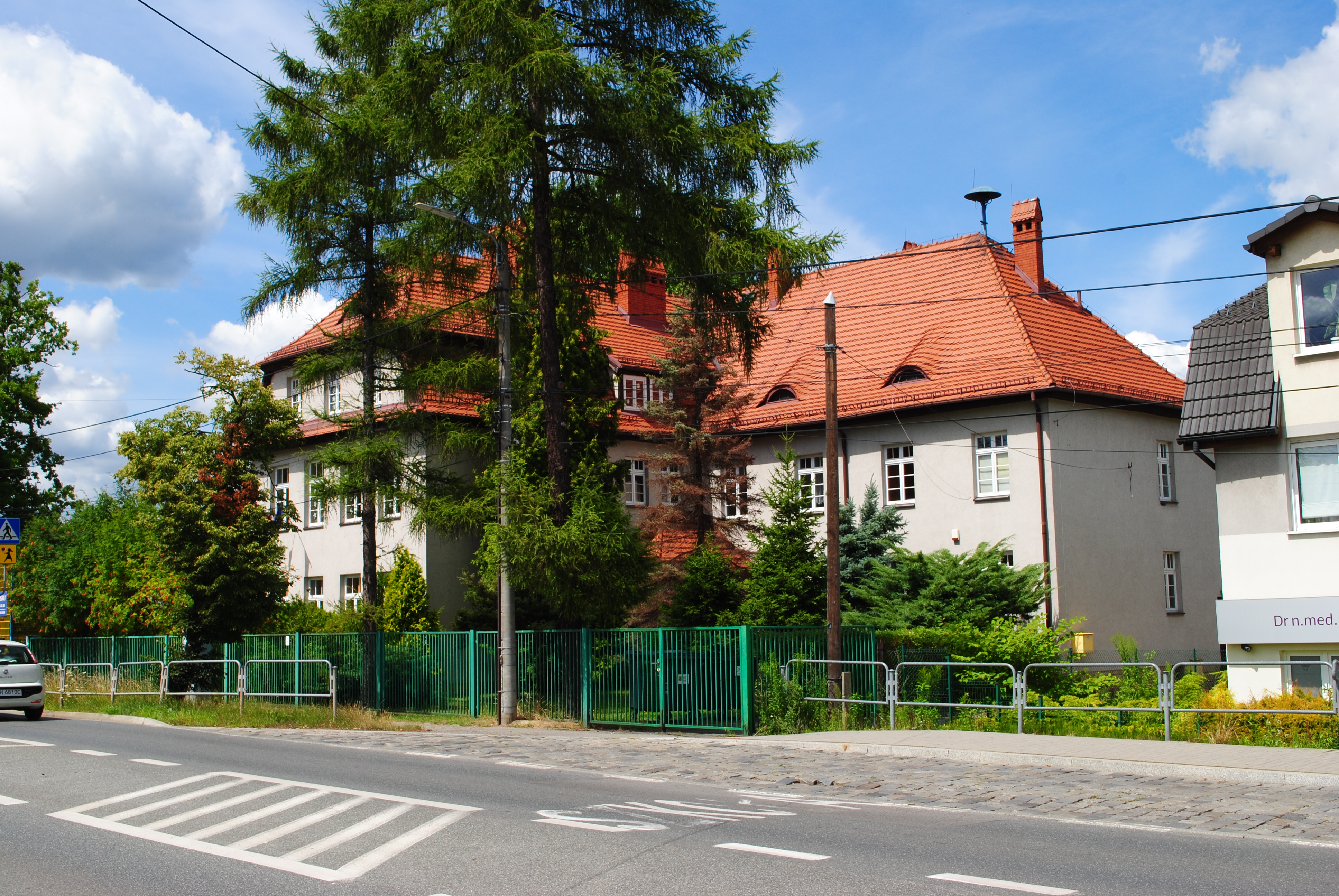
Siedziba Szkoły Podstawowej nr 9 im. Jana Brzechwy w Katowicach (ul. Panewnicka 172)

Pierwsza panewnicka szkoła została otwarta w 1828 (bądź 1825) roku w izbie jednego z zagrodników Wawrzyńca Matury. Budowę nowej murowanej szkoły w Panewnikach ukończono w 1840 roku. Nowa szkoła znajdowała się przy dzisiejszej ulicy Panewnickiej 435 i powstała dzięki wsparciu księcia pszczyńskiego. Budynek ten pełnił swoje funkcje do momentu budowy nowego gmachu w 1913 roku bądź też do lat 30. XX wieku. W 1908 roku władze gminy Panewniki podjęły starania o budowę nowej szkoły katolickiej na terenie Kokocińca, którą oddano do użytku przy obecnej ulicy Panewnickiej 172 w 1913 (bądź w 1912) roku (późniejsza Szkoła Podstawowa nr 9 im. J. Brzechwy w Katowicach).
W połowie 2023 roku na terenie Panewnik swoją siedzibę miały następujące placówki oświatowe (szkoły podstawowe i wyższe szczeble edukacji):
- Niepubliczna Specjalna Szkoła Podstawowa „Arka Noego” (ul. Gromadzka 59)[74],
- Szkoła Podstawowa nr 9 im. Jana Brzechwy w Katowicach (ul. Panewnicka 172)[75],
- Szkoła Podstawowa nr 67 z Oddziałami Integracyjnymi im. Komisji Edukacji Narodowej w Katowicach (ul. Zielona 5)[76].

Przy ulicy Medyków na pograniczu Ligoty i Panewnik znajduje się kompleks instytucji opieki zdrowotnej: Górnośląskie Centrum Zdrowia Dziecka im. św. Jana Pawła II (jeden z największych szpitali dziecięcych w Polsce, otwarty 29 maja 1999 roku; ul. Medyków 16) oraz Uniwersyteckie Centrum Kliniczne im. prof. Kornela Gibińskiego (funkcjonujący pierwotnie jaki Centralny Szpital Kliniczny od 19 sierpnia 1974 roku; jedna z dwóch placówek; ul. Medyków 14). Są to szpitale Śląskiego Uniwersytetu Medycznego w Katowicach.

## Religia

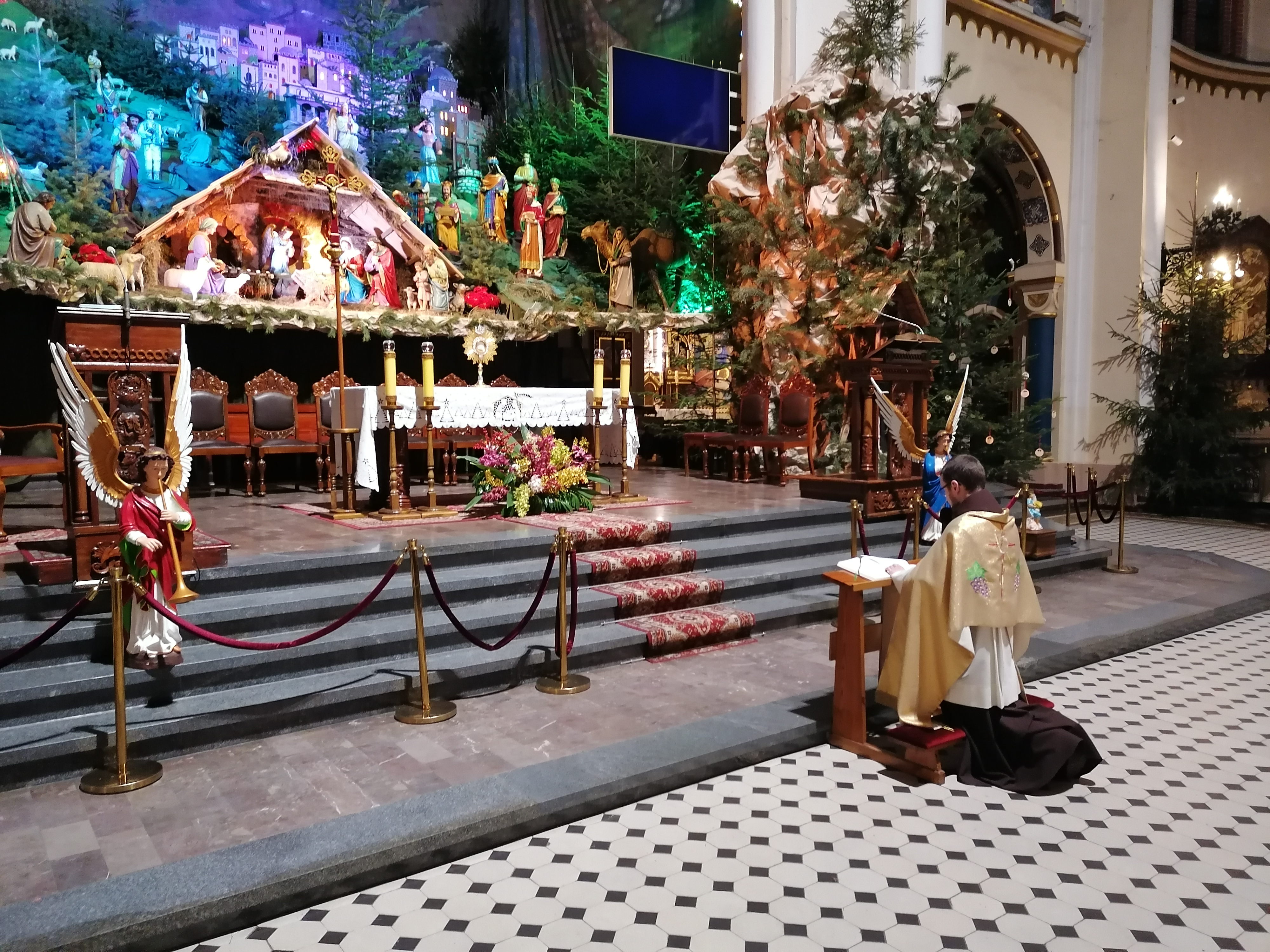
Fragment szopki betlejemskiej wewnątrz panewnickiej bazyliki w styczniu 2023 roku

Największą wspólnotą religijną w Panewnikach jest kościół rzymskokatolicki, a pierwotnie wierni z tych terenów przynależeli do położonej dawniej w diecezji krakowskiej parafii św. Wojciecha w Mikołowie.
Franciszkanie przybyli do Panewnik w 1902 roku, a ich pierwszą siedzibą był budynek przy ulicy Panewnickiej 439 w Starych Panewnikach. Budowę klasztoru i świątyni oo. franciszkanów rozpoczęto 4 października 1905 roku, a jej konsekracji dokonał 19 lipca 1908 roku wrocławski kardynał Georg von Kopp. Jeszcze w tym samym roku rozpoczęto coroczną tradycję budowania panewnickiej stajenki betlejemskiej. W 1914 roku franciszkanie z Panewnik przejęli duszpasterstwo w Panewnikach, Ligocie i Piotrowicach, jednak bez tworzenia odrębnej wspólnoty parafialnej, która została powołana 1 września 1933 roku jako kuracja, a 12 lutego 1934 roku jaki pełnoprawna parafia.

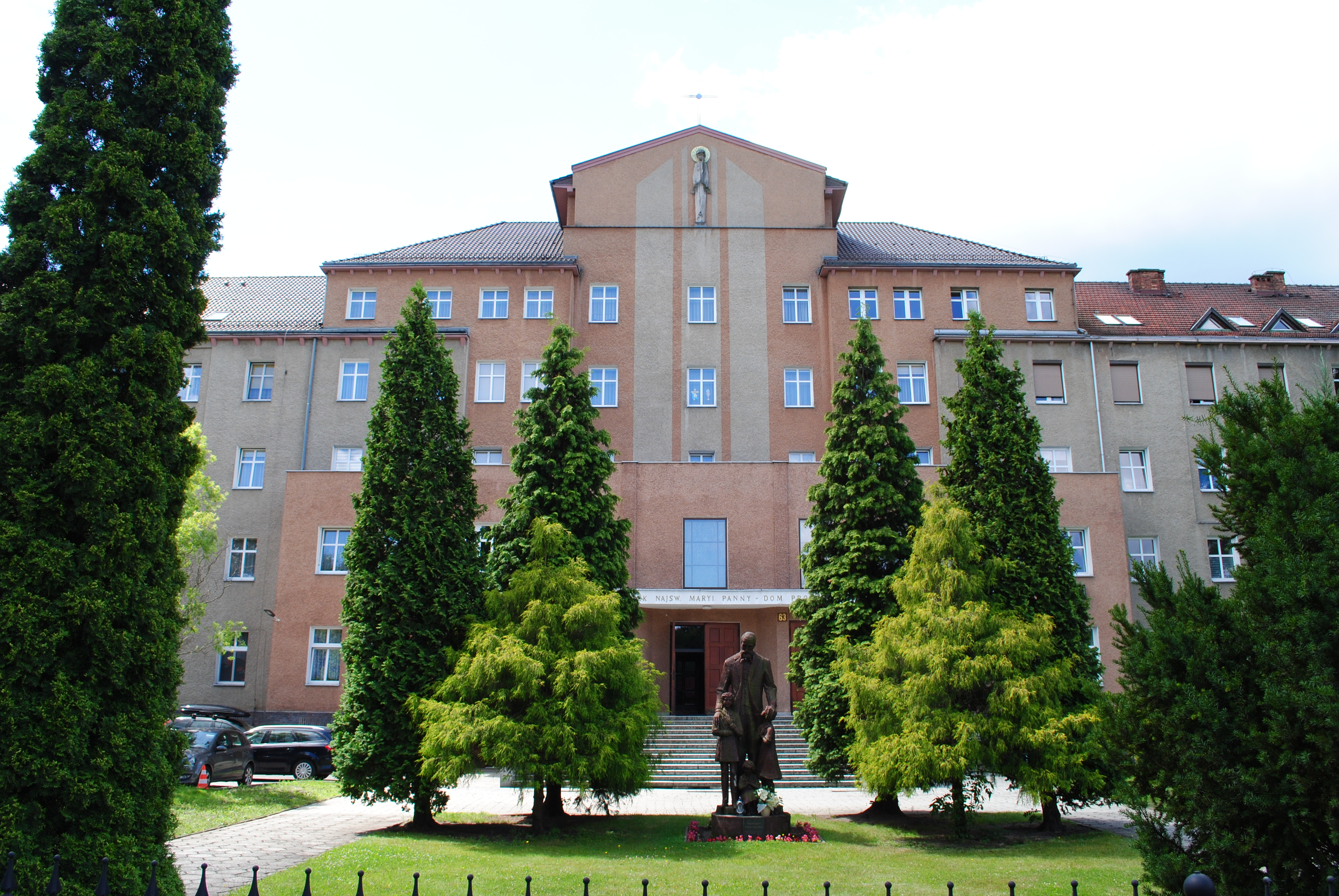
Siedziba Prowincji Katowickiej Zgromadzenia Sióstr Służebniczek NMP NP (ul. Panewnicka 63)

Po II wojnie światowej panewnicki klasztor stał się ośrodkiem kształcenia kandydatów do zakonu. W latach 1949–1970 działało tutaj Studium Teologiczne, a od 1970 roku funkcjonuje Wyższe Seminarium Duchowne. Wyższe Seminarium Duchowne Braci Mniejszych w Katowicach działa przy ulicy Panewnickiej 76.
W 1909 roku do Panewnik przybyły pierwsze siostry ze Zgromadzenia Sióstr Służebniczek Niepokalanie Poczętej. Zamieszkały one w budynku późniejszego przedszkola na rogu ulic Panewnickiej i Medyków. W 1921 roku przeniosły się one do Domu św. Anny położonego w bezpośrednim sąsiedztwie klasztoru franciszkanów. W 1934 roku rozpoczęto budowę klasztoru sióstr służebniczek przy ulicy Panewnickiej 63. Służebniczki wróciły do gmachu w 1950 roku, a w 1969 roku do gmachu dobudowano budynek Okręgowego Szpitala Kolejowego w Katowicach.
W 1958 roku ojcowie franciszkanie otrzymali budynek starej restauracji Waleski Schwertfeger w Starych Panewnikach przy ulicy Panewnickiej 463. Otwarto w nim kaplicę św. Antoniego z Padwy oraz dom zakonny. Osobną parafię, wydzieloną z parafii panewnickiej, utworzono 22 marca 1981 roku. 4 czerwca 2023 roku abp Wiktor Skworc uroczyście poświęcił nowy kościół parafialny staropanewnickiej parafii, który zastąpił dotychczasowy budynek.
Przy ulicy Panewnickiej 45 znajduje się cmentarz komunalny.

## Sport i rekreacja
Działalność sportowo-rekreacyjną na terenie Panewnik zapewnia szereg obiektów i miejsc, przede wszystkim Lasy Panewnickie oraz park Zadole, a także rodzinne ogrody działkowe. Przez Lasy Panewnickie w granicach dzielnicy przebiegają szlaki rowerowe oraz szlaki turystyczno-krajoznawcze: Szlak Bohaterów Wieży Spadochronowej, Szlak Żwakowski i Szlak Dwudziestopięciolecia PTTK, zaś od 2012 roku w lasach tych odbywa się organizowany przez Akademię Wychowania Fizycznego im. J. Kukuczki w Katowicach Panewnicki Bieg Dzika.
Pierwszym zaś klubem sportowym założonym w Panewnikach było powstałe 1925 roku Pierwsze Towarzystwo Sportowe Panewniki. Klub ten prowadził do 1939 roku wyłącznie sekcję piłki nożnej. W 1945 roku został on reaktywowany przez Emmanuela Koczurowskiego, a od 1950 klub występował jaki LZS Panewnik. W latach 1922–1939 w Panewnikach działało łącznie 3 organizacji sportowych, a w 2007 roku działały 2 organizacje sportowe na terenie miejscowości.